# Кондік
Кондік — село в Хівському районі Дагестану, в місцевості Кьуліккишвакк на скелястому схилі.
До райцентру 7 км.
Назва походить від табасаранського слова «ганжик», що означає — під каменем.
В селі 300 дворів, 1146 осіб.
В цьому селі жив найбагатший (в 1890-х роках) чоловік Табасарану — Кьуттай.